# Naval Defence Act 1889
Der Naval Defence Act 1889 war ein Gesetz des Parlaments des Vereinigten Königreichs. Es wurde am 31. Mai 1889 verabschiedet. Ziel des Gesetzes war eine Vergrößerung der Royal Navy. Mit dem Gesetz wurde der sogenannte „Two-Power-Standard“ förmlich festgeschrieben. Dieser Standard besagte, dass die Anzahl der Schlachtschiffe der Royal Navy mindestens so groß sein sollte wie die Summe der Anzahl der Schlachtschiffe der beiden nächstgrößten Seestreitkräfte. Zum damaligen Zeitpunkt waren dies die Flotten Frankreichs und Russlands.

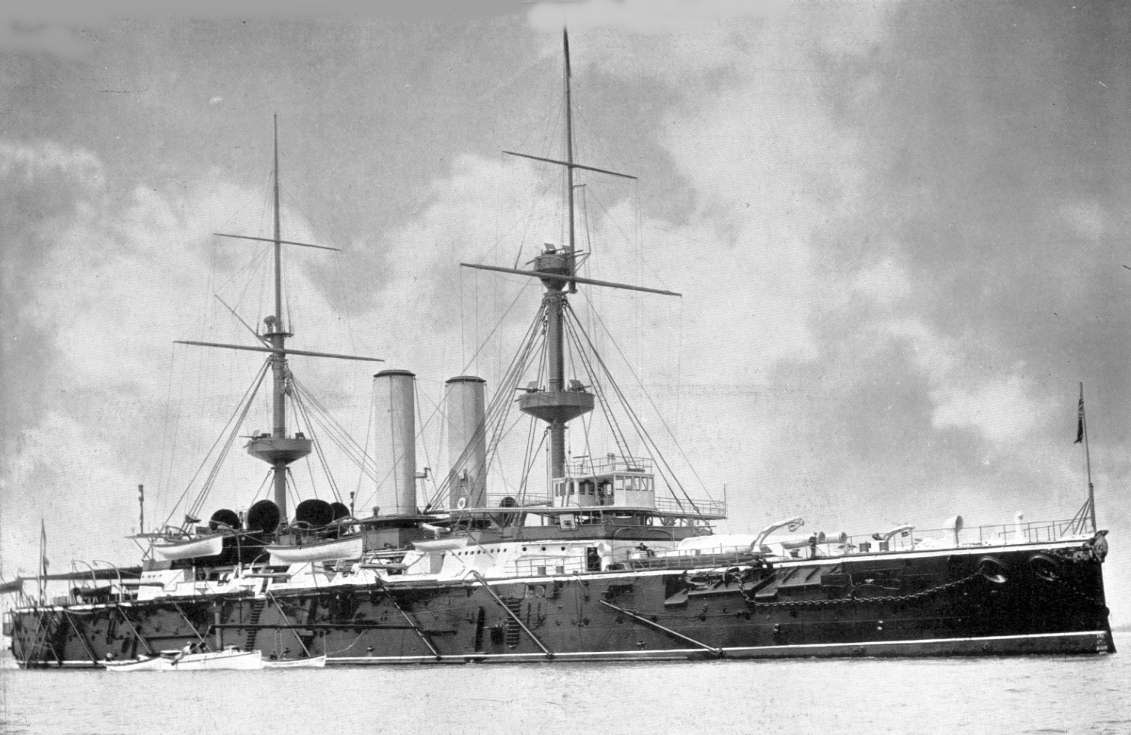
Schlachtschiff HMS Royal Sovereign, Royal-Sovereign-Klasse

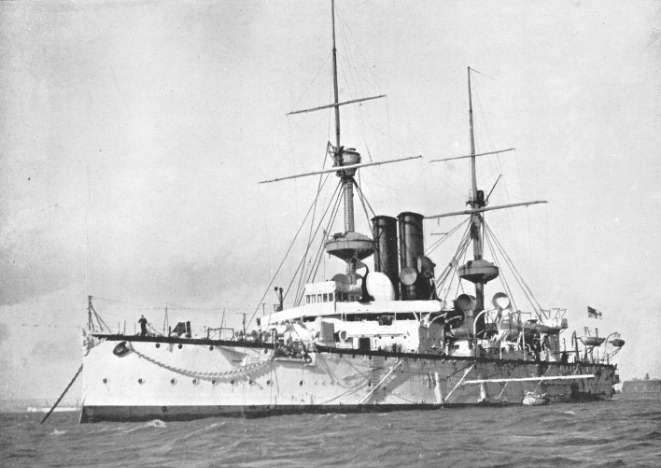
Schlachtschiff HMS Centurion, Centurion-Klasse

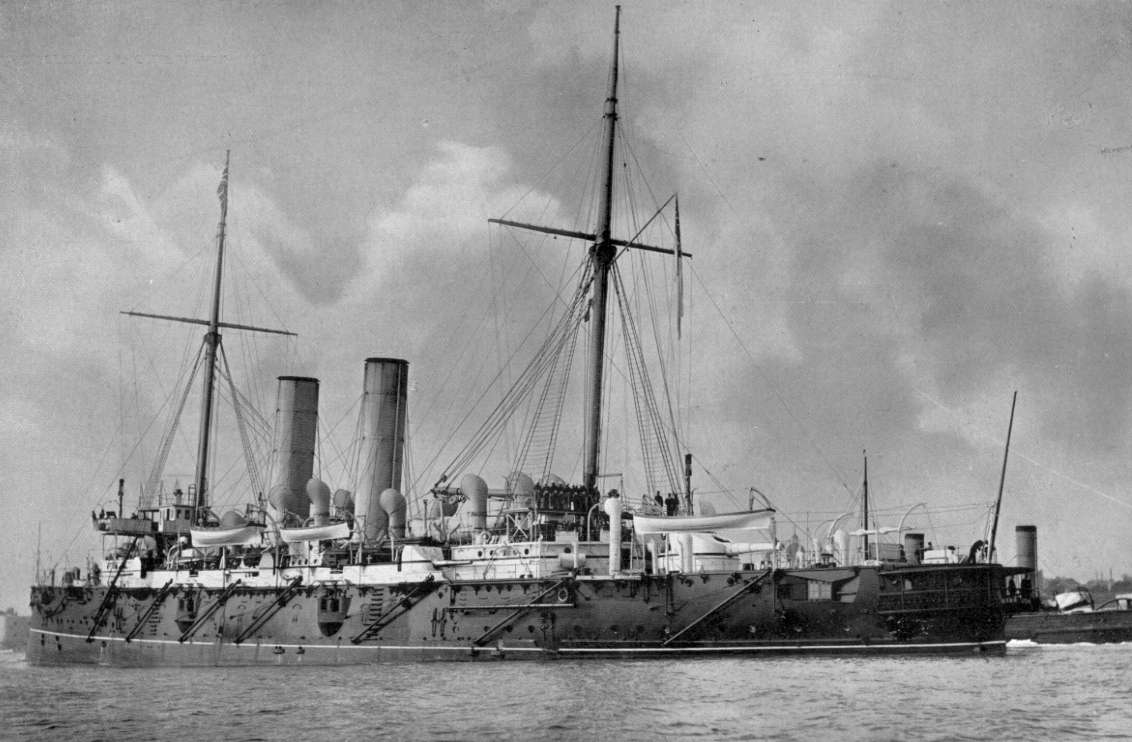
Kreuzer HMS Gibraltar, Edgar-Klasse

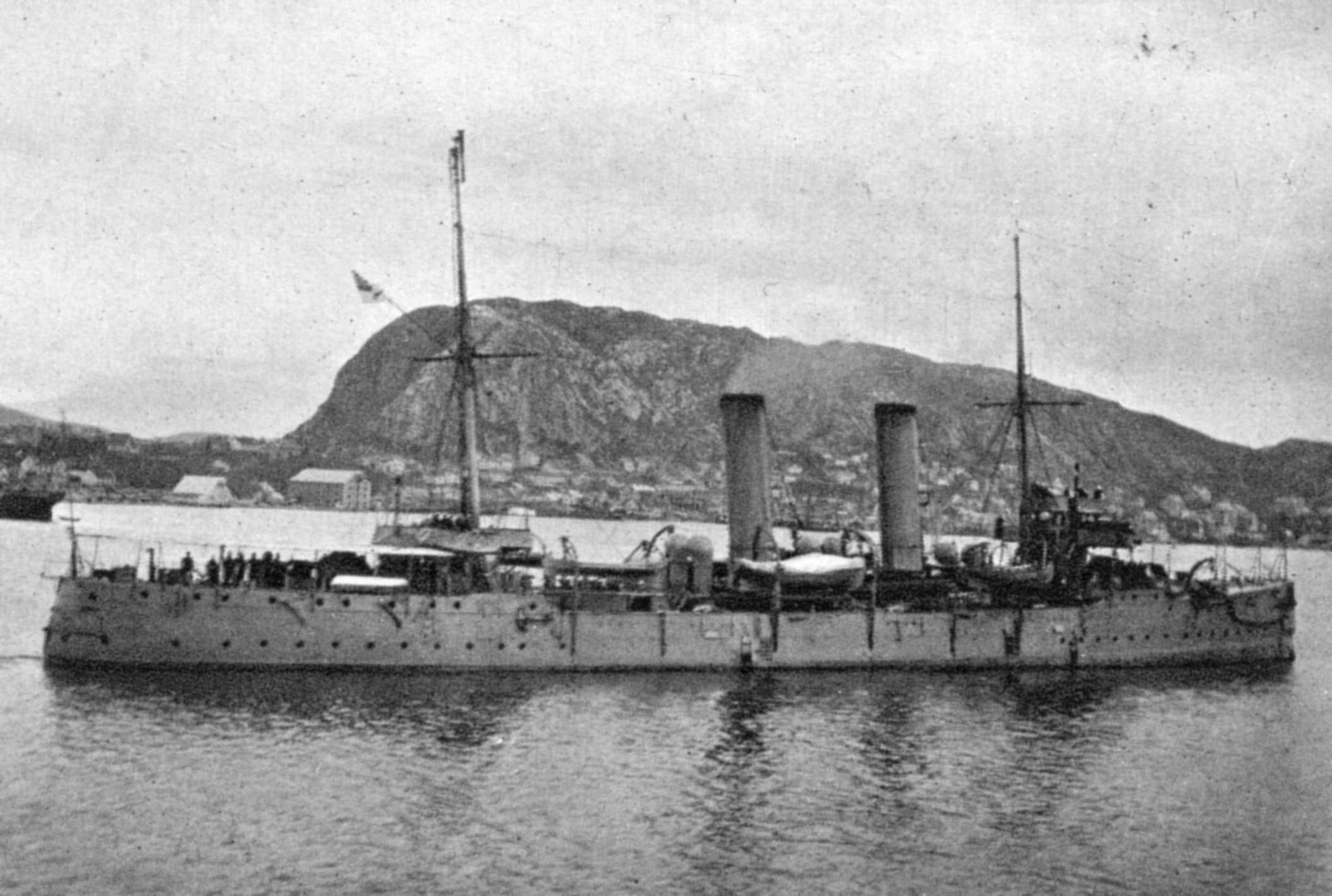
HMS Spartan, Apollo-Klasse

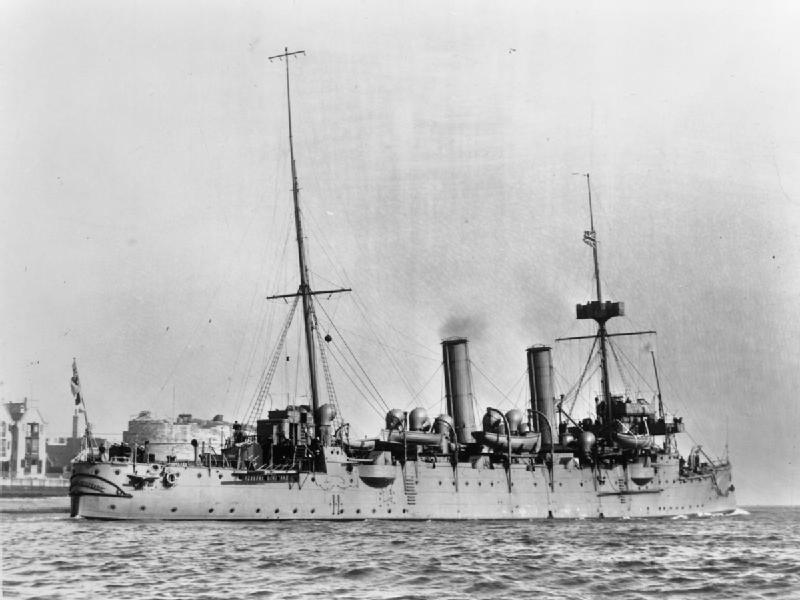
HMS Forte, Astraea-Klasse

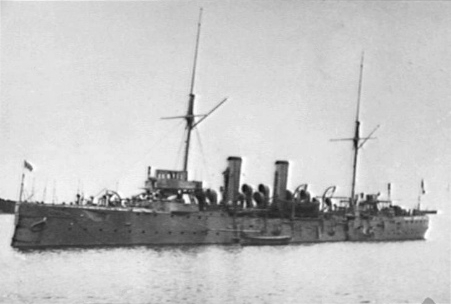
HMS Tauranga, Pearl-Klasse

## Hintergrund
Das Gesetz wurde unter der Regierung von Lord Salisbury verabschiedet. Es sah die Bereitstellung einer Summe von 21 Millionen Pfund Sterling, verteilt über fünf Jahre, vor. Anfänglich widersetzte sich das Parlament den Bestrebungen zur Erhöhung der Ausgaben für den Schiffbau der Royal Navy. Die Haltung des Parlaments zu diesem Thema änderte sich aufgrund verschiedener Einflüsse. Die dem Parlament im Dezember 1888 und Februar 1889 zugeleiteten Gutachten ergaben ein kritisches Bild des Zustandes der Royal Navy. Das Anwachsen der französischen und russischen Seestreitkräfte war ein weiterer Faktor, der die vorgebliche britische Schwäche unterstrich. Im Ergebnis wuchs die öffentliche Unterstützung für die Stärkung der Royal Navy. Dies verstärkte den Druck auf das Parlament zur Unterstützung des Gesetzes.
In der Realität kam der „two-power standard“ bereits in den vorausgegangenen siebzig Jahren zur Anwendung. Für einen kurzen Zeitraum während der 1850er Jahre hatte die Royal Navy das mit ihr vorgegebene Kräfteverhältnis auch erreicht. Die Royal Navy besaß stets die Überlegenheit über die Seestreitkräfte anderer Länder. Der Naval Defence Act erneuerte diese Vorgabe durch die förmliche Verabschiedung und sollte die Überlegenheit der Royal Navy auf ein nochmals höheres Niveau anheben.
Die primären Beweggründe hinter dem Naval Defence Act waren militärischer und wirtschaftlicher Art. Militärisch argumentierte der Erste Lord der Admiralität, George Francis Hamilton, dass die Größe und der Umfang dieses Neubauprogramms die Ambitionen der anderen Mächte abschrecken würde. Diese Abschreckung zum jetzigen Zeitpunkt würde seiner Ansicht nach dazu führen, dass Großbritannien zukünftig weniger Mittel für den Schiffbau bereitstellen müsste. Die Bereitstellung der Finanzen über einen längeren Zeitraum würde auch ökonomische Auswirkungen haben. Bis zum Naval Act wurde der Schiffbau jährlich finanziert. Das Fehlen der finanziellen Mittel am Ende des Haushaltsjahres verhinderte eine sofortige Fertigstellung der Schiffe. Im Ergebnis dauerte der Bau länger und war teurer. Bei einer Finanzplanung über einen Zeitraum von fünf Jahren konnten nicht in Anspruch genommene Finanzen einfach in das nachfolgende Jahr übertragen werden. Dadurch wurde ein kontinuierlicher Weiterbau möglich, der zu einer erheblichen Kostenreduzierung führen würde. Auch wäre die Fertigstellung der Neubauten schneller als in anderen Ländern möglich. Theoretisch würden der Umfang und die Geschwindigkeit der Produktion nicht nur Kosten reduzieren, sondern auf die anderen Mächte ebenfalls abschreckend wirken, da diese niemals mit der britischen Flottenrüstung würden mithalten können.

## Flottenerweiterung
Die Erweiterung der Flotte wurde durch den Bau von zehn Schlachtschiffen, 42 Kreuzern und 18 Torpedobooten realisiert. Die Schlachtschiffe waren das Kernelement der Flottenvergrößerung. Es wurden acht Schlachtschiffe 1. Klasse (Royal Sovereign-Klasse) und zwei Schlachtschiffe 2. Klasse (HMS Centurion und HMS Barfleur,  Centurion-Klasse) in Auftrag gegeben. Die Schiffe der Royal-Sovereign-Klasse waren die größten und mächtigsten Schlachtschiffe ihrer Zeit. Die Kreuzer waren zum Schutz der britischen Nachschublinien gedacht. Das Gesetz sah den Bau von neun Kreuzern 1. Klasse (Edgar-Klasse), 29 Kreuzern 2. Klasse (Apollo-Klasse und Astraea-Klasse) sowie vier Kreuzern 3. Klasse (Pearl-Klasse) vor. Die achtzehn Torpedoboote waren für den Schutz der Schlachtflotte vorgesehen.

## Ergebnisse
In der Praxis hatte der Naval Defence Act von 1889 begrenzten wirtschaftlichen Erfolg, wirkte aber nicht als Abschreckung. Die Finanzierung der Kriegsschiffe über fünf Jahre erlaubte eine ununterbrochene Produktion mit geringen Kostenüberschreitungen und begrenzten Verzögerungen. Die zeitgleiche Nachfrage nach Handelsschiffen, die in denselben privaten Werften gebaut wurden, führte jedoch zu geringfügigen Steigerungen der Arbeits- und Materialkosten. Lord Hamiltons erhoffte abschreckende Wirkung zerschlug sich, da die britische Flottenrüstung verstärkte Anstrengungen Frankreichs und Russlands hervorrief. Frankreich und Russland bauten von 1893 bis 1894 insgesamt zwölf Schlachtschiffe und damit mehr als Großbritannien. Daraufhin wurde 1894 das Spencer Programme aufgelegt. Es sollte ein Gleichziehen mit der französischen und russischen Flottenrüstung ermöglichen und sah Kosten von mehr als 31 Millionen Pfund Sterling vor. Anstatt abschreckend auf die Flottenrüstung der anderen Staaten zu wirken, führte der Naval Defence Act von 1889 zu einem maritimen Wettrüsten. Kleinere Seemächte wie das Deutsche Reich oder die Vereinigten Staaten von Amerika vergrößerten ihre Flotten in den Folgejahren ebenfalls schneller als Großbritannien.